# Ibaragi Noriko

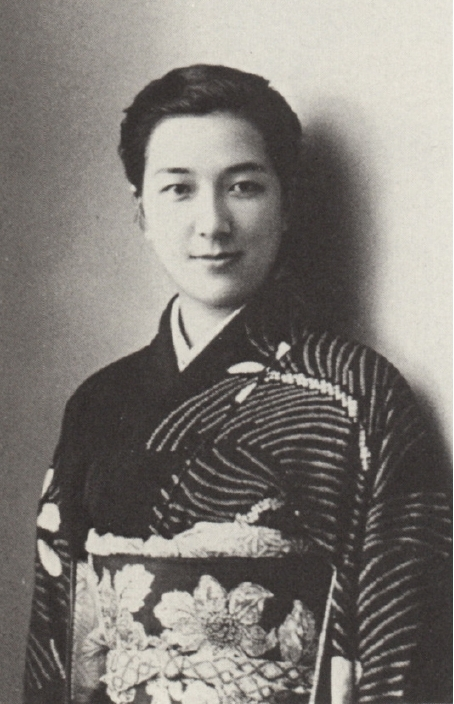
Ibaragi Noriko (1946)

Ibaragi Noriko (japanisch 茨木 のり子; eigentl. Miura Noriko, (三浦 のり子); * 12. Juni 1926 in Ōsaka; † 17. Februar 2006 in Nishitōkyō) war eine japanische Dichterin, Essayistin, Kinderbuchautorin und Drehbuchschreiberin.

## Leben und Wirken
Ibaragi Noriko wurde als älteste Tochter des Arztes Miyazaki Hiroshi (宮崎 洪) in Osaka geboren. Sie zog 1943 in die Präfekturen Kyoto und Aichi und ging dann nach Tokio, wo sie das „Imperial Women's Pharmaceutical College“ (帝国女子薬学専門学校), Teikoku joshi yakugaku semmon gakkō – heute Faculty of Pharmaceutical Sciences der Tōhō-Universität. Während des Zweiten Weltkriegs erlebte sie die Luftangriffe und die Mobilisierung von Arbeitskräften. Bei der Niederlage 1945 war sie in einer pharmazeutischen Produktionsstätte der Marine in Tokio tätig. 1946 konnte sie ihren Abschluss an ihrer Ausbildungsstätte machen.
Ibaragi interessierte sich für Dramen und lernte die Schauspielerin Yamamoto Yasue kennen. Zunächst begann sie aber vor und nach ihrer Heirat 1947 mit ihrem Mann Miura  Gedichte zu schreiben, von denen einige in der Zeitschrift „Shigaku“ (詩学) publiziert wurden. 1953 begann sie mit Kawasaki Hiroshi (川崎 洋; 1930–2004) das Magazin „Kai“ – „Das Ruder“ herauszugeben. Tanikawa Shuntarō, Ōoka Makoto, Yoshino Hiroshi (吉野 弘; 1926–2014), Hiroshi Misuo (水尾 比呂志; * 1930) und andere Schriftsteller schrieben für das Magazin.
Repräsentative poetische Werke sind „Nebukawa no umi“ (根府川の海) – „Das Meer von Nebukawa“, „Watashiga ichban kirei datta toki“ (わたしが一番きれいだったとき) – „Die Zeit, als ich am Schönsten war“, „Ryūryenren no monogatari“ (りゅうりぇんれんの物語) – „Die Geschichte von Ryūryenren“, „Sōtokufu e itte kuru“ (総督府へ行ってくる) – „Gang zum Büro des Gouverneurs“ und „Yori kakarazu“ (倚りかからず) – etwa „Ohne näherzutreten“. Als Dichterin der Nachkriegszeit, also der Zeit des Übergangs vom Militarismus zur Demokratie, schrieb sie aus realistischer oder sozialer Perspektive, mit scharfer Kritik und vom Humanismus getragener Diktion.
Weitere Gedichtbände sind „Taiwa“ (対話) – „Dialogue“ (1955), „Mienai haitatsu-fu“ (見えない配達夫) – „Der unsichtbare Zusteller“ (1958), „Chinkonka“ (鎮魂歌) „Requiem“ (1965), „Jimmei shishū“ (人名詩集) – „Persönliche Gedichtsammlung“ (1971), „Jibun no kanjusei kurai“ (自分の感受性くらい) – „Die eigene Sensibilität etwa“ (1977), „Sunshi“ (寸志) – „Kleine Gedichte“ (1982), „Shokutaku ni kōhī no nioi-nagare“ (食卓に珈琲の匂い流れ) – „Duft das Kaffees auf dem Tisch“ (1992) und die Gedichtsammlung „Ibaragi Noriko shishū“ (茨木のり子詩集) (1969).
1990 gab Ibaragi eine  Sammlung übersetzter koreanischer Gedichte der Gegenwart heraus, „Kankoku gendai shisen“ (韓国現代詩選). Sie publizierte auch einen Band ihrer Kritiken und Essays.

## Einzelnachweis
1. ↑  茨木のり子. In: デジタル版 日本人名大辞典+Plus bei kotobank.jp. Abgerufen am 12. Dezember 2020 (japanisch).

| Personendaten    | Personendaten                                                                                    |
| ---------------- | ------------------------------------------------------------------------------------------------ |
| NAME             | Ibaragi, Noriko                                                                                  |
| ALTERNATIVNAMEN  | 茨木のり子 (japanisch); Miura, Noriko (wirklicher Name); 三浦のり子 (wirklicher Name, japanisch) |
| KURZBESCHREIBUNG | japanische Dichterin und Schriftstellerin                                                        |
| GEBURTSDATUM     | 12. Juni 1926                                                                                    |
| GEBURTSORT       | Ōsaka                                                                                            |
| STERBEDATUM      | 17. Februar 2006                                                                                 |